# Karl Brandl
Karl Brandl (1912.) je bivši austrijski hokejaš na travi. 
Na hokejaškom turniru na Olimpijskim igrama 1948. u Londonu je igrao za Austriju, koja je ispala u 1. krugu. Austrija je osvojila 3. mjesto u skupini "A", odigravši dva susreta neriješeno i izgubivši samo od kasnijeg olimpijskog pobjednika, hokejaške velesile Indije. Na završnoj ljestvici je dijelila 5. – 13. mjesto. S 36 godina je bio jednim od najstarijih austrijskih igrača u sastavu.

## Vanjske poveznice
- Profil na Sports Reference.com  Arhivirana inačica izvorne stranice od 14. prosinca 2012. (Wayback Machine)